# 吴芳思

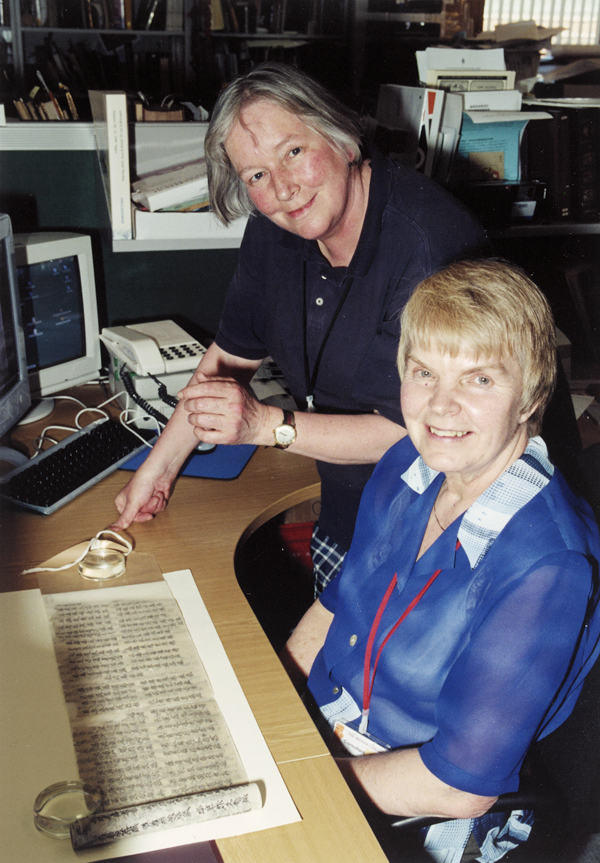
吴芳思 (站立者)

吴芳思（英語：Frances Wood，1948年5月1日—，译名弗朗西丝·伍德）是一位英国汉学家及历史学家。

## 生平
1948年出生于英国伦敦，在剑桥大学学习中文，于1975至1976年在北京大学学习。1977年进入伦敦大英图书馆工作，负责管理中国典藏，并出任中文部主任，直到2013年退休。她还是国际敦煌项目指导委员会成员，及东方陶瓷学会交易（Transactions of the Oriental Ceramic Society）的编辑。
其著作《马可·波罗到过中国吗？》（Did Marco Polo go to China?）被译成中文后，在中国引起巨大反响。

## 著作
1985. 《中国插图》. 大英图书馆. ISBN 978-0-7123-0053-7
1991. 《东方花园》(跟 Norah M. Titley 合著). 大英图书馆. ISBN 978-0-7123-0239-5
1995. 《马可·波罗到过中国吗？》. Secker & Warburg 出版社. ISBN 978-0-436-20384-8
2000. 《在北京练习手榴弹：我在文革中的一部分》 . John Murray 出版社. ISBN 978-0-7195-5781-1
2000. 《没有狗也没有太多的中国人：1843年至1943年中国的通商口岸生活》 John Murray. ISBN 978-0-7195-6400-0
2002. 《丝绸之路：亚洲中心的两千年》. 加利福尼亚大学出版社. ISBN 978-0-520-23786-5
2005. 《紫禁城》. 大英博物馆出版社. ISBN 978-0-7141-2789-7
2007. 《中国第一个皇帝》. Profile Books 出版社. ISBN 978-1-84668-032-8
2008. 《中国第一个皇帝和他的兵马俑》. 圣马丁出版社. ISBN 978-0-312-38112-7
2009. 《中国的诱惑：从马可波罗到J. G.巴拉德之间的作家》. 耶鲁大学出版社. ISBN 978-0-300-15436-8
2010. 《“金刚经”：世界上最早的印刷书籍的故事》(跟 Mark Barnard 合著) . 大英图书馆. ISBN 978-0-7123-5090-7